# ناپایداری گرانشی
ناپایداری گرانشی، ایدهٔ کلیدی در توضیح شیوهٔ تحول ساختارها در جهان است. اگر قرار بر این است که مواد دور هم جمع شده، ساختارها را به‌وجود آورند، یک نیروی دوربُرد مورد نیاز می‌باشد، و گرانش تنها نامزد شناخته شده‌است. (گرچه الکترومغناطیس یک نیروی دوربُرد است، خنثاییِ بار باعث می‌شود که نفوذ آن در مقیاس‌های بزرگ بی‌اهمیت باشد) تصویر مبنا به صورتی است که در پی می‌آید.
تصور کنید در یک زمان اولیه، مثلاً هنگام واجفتیدگی، بی نظمی‌های کوچکی در توزیع ماده وجود داشته باشد. مناطقی که ماده بیشتری دارند، نیروی گرانشی بزرگتری را بر نقاط هم‌جوار وارد می‌کنند، و لذا میل دارند مواد اطراف را به سوی خود بکشند. این مواد اضافی به نوبه خود، آنها را متراکمتر از قبل ساخته، جاذبه گرانشی را افزایش می‌دهد، و بدین ترتیب کشش آنها بر همسایگانشان تقویت می‌شود؛ بنابراین یک توزیع نامنظم ماده، تحت نفوذ گرانش، ناپایدار است، و با گذشت زمان بیش از پیش نامنظم می‌گردد.
این ناپایداری دقیقاً همان چیزی است که به‌وسیلهٔ آن می‌توان مشاهداتی را که نشان می‌دهد جهان کنونی بسیار نامنظم‌تر از زمان واجفتیدگی است، توضیح داد. دانشمندان تقریباً به اتفاق پذیرفته‌اند که ناپایداری گرانشی عامل اولیه‌ای است که به تشکیل ساختارها منجر شد. این تصویر به صورت فریبنده‌ای ساده است؛ و در دنیای واقعی، این حقیقت که فرایندهای متعدد دیگری نیز می‌توانند علیرغم نقش اصلی گرانش، تأثیرگذار بوده، وضعیت را پیچیده‌تر کنند، این تصویر ساده را ضایع کرده‌است. برای مثال، می‌دانیم که تابش دارای فشاری متناسب با چگالی آن است، و در زمان تشکیل ساختار، بی‌نظمی‌ها گرادیان‌های فشاری تولید می‌کنند که نیروی حاصل از آن، با رمبش گرانشی مخالفت می‌کند. می‌دانیم که نوترینوها به‌صورت نسبیتی حرکت می‌کنند و با دیگر مواد برهم‌کنشی ندارند، لذا می‌توانند از ساختارهایی که شکل می‌گیرند، بگریزند. به مجرد آغاز تشکیل ساختار، بر اثر اخترفیزیک پیچیدهٔ ستارگان، به ویژه ابرنواخترها، بار دیگر انرژی به محیط بین‌کهکشانی تزریق می‌شود، و مناطقی که هنوز رمبش گرانشی خود را تکمیل نکرده‌اند تحت نفوذ قرار می‌گیرند.